# Parafia św. Maksymiliana Marii Kolbego w Stępinie
Parafia św. Maksymiliana Marii Kolbego w Stępinie – parafia rzymskokatolicka znajdująca się w diecezji rzeszowskiej w dekanacie Frysztak.
Parafia erygowana została dekretem biskupa w 1983 roku.